# Савез праведних
Савез праведних је био тајна револуционарна радничка организација. Основали су је у Паризу 1837. године немачки радници емигранти. Ова организација је настала од после расцепа „Савеза прогнаних“, од његовог радничког крила. „Савеза прогнаних“ је био демократско-републиканска организација, коју су 1834. године, основале немачке избеглице у Француској. После издвајања његовог најекстремнијег крила и формирања „Савеза праведних“, „Савез прогнаних“ се распао.
„Савез праведних“ је према свом Статуту из 1838. године био изграђен на демократским основама, али је имао и заверенички карактер. Како по својој делатности, тако и у организационом погледу, јер је био на идејним основама утопијског социјализма и под утицајем бабувистичког друштва и Бланкијеве тајне организације „Друштво годишњих доба“. После неуспелог бланкистичког пуча, који је извршен 12. маја 1939. године, неки чланови „Савеза праведних“, који су учествовали у пучу, морали су да емигрирају у Швајцарску и Енглеску. 
Група чланова „Савеза праведних“ која је отишла у Швајцарску, је тамо потпала под утицај Вајтлинговог учења - утопијско-уједначавајућег комунизма хришћанске љубави: да су сви људи браћа. Због притиска швајцарских власти центар делатности „Савеза праведних“ је пренесен у Лондон, где се 1846. године, у условима легалног и масовног радничког покрета Енглеске и развој Марксовог учења почео ослобађати утицаја завереништва и Вајтлинговог хришћанског социјализма. Пошто је марксизам све више утицао на чланове организације, почетком 1847. године, вође Савеза - Карлу Шаперу, И. Молу, Г. Бауреру и др, су донели одлуку да треба изменити основе Савеза и предложили Карлу Марксу и Фридриху Енгелсу да и они ступе у Савез. На предлог Маркса и Енгелса, јуна 1847. године „Савез праведних“ је реорганизован у „Савез комуниста“. 